# هارالد بيرك
هارالد بيرك (بالنرويجية البوكمول: Harald Bjerke)‏ هو شخصية أعمال ومهندس نرويجي، ولد في 4 مارس 1860 في كريستيانية في النرويج، وتوفي في 1 أبريل 1926.